# Licelott Hoffiz de Barrio
Licelott Catalina Marte Hoffiz de Barrio (* 30. April 1939 in Santo Domingo, Dominikanische Republik; † 13. Juni 2019 ebenda) war eine Diplomatin und Politikerin der Dominikanischen Republik.

## Biografie
Nach dem Schulbesuch und dem Studium der Rechtswissenschaft trat die Tochter des Generals Mélido Marte 1966 in den diplomatischen Dienst ein und war zunächst zwischen 1966 und 1968 Gesandtschaftsrätin. Nach einer Verwendung als Botschafterin und alternierende Delegierte bei der Ständigen Vertretung bei den Vereinten Nationen von 1968 bis 1971 stieg sie 1973 zur Unterstaatssekretärin für auswärtige Beziehungen auf.
Als solche wurde sie 1975 nach dem Rücktritt von Víctor Gómez Berges amtierende Außenministerin im Kabinett von Präsident Joaquín Balaguer und übergab dieses Amt kurze Zeit später an Ramón Emilio Jiménez ab. Im Anschluss war sie zwischen 1975 und 1978 wieder als Unterstaatssekretärin beim Außenminister tätig.
Danach wurde sie 1978 zur Sonderbotschafterin ernannt und war Delegierte bei der Generalversammlung der Organisation Amerikanischer Staaten (OAS) sowie später Präsident der Rechtsanwaltsvereinigung.
1990 wurde sie von Präsident Balaguer in dessen fünfter Regierung zur Finanzministerin ernannt und bekleidete dieses Amt bis 1993. Nach einer Regierungsumbildung war sie von 1993 bis zum Ende von Balaguers Amtszeit im August 1996 Ministerin im Amt des Präsidenten und zugleich Präsidentin der Nationalen Erdölgesellschaft.
Im Jahr 2002 wurde sie zum Mitglied der Abgeordnetenkammer gewählt und gehörte dem Parlament während der Legislaturperiode bis 2006 an. Dort war sie Vorsitzende des Ausschusses für die Gleichbehandlung der Geschlechter sowie der Kommission zur Überarbeitung des Strafgesetzbuchs. Daneben war sie Mitglied des Verfassungsausschusses.
Seit 2002 war sie Sekretärin für Wahlangelegenheiten der Partido Reformista Social Cristiano (PRSC).